# ناوشکن پلنگ
| USS Stormes (DD-780) · ناوشکن پلنگ ایالات متحده آمریکا - از ۱۹۷۳ ایران · | USS Stormes (DD-780) · ناوشکن پلنگ ایالات متحده آمریکا - از ۱۹۷۳ ایران ·    |
| ------------------------------------------------------------------------ | --------------------------------------------------------------------------- |
| ناوشکن پلنگ در نوامبر ۱۹۶۸                                               |                                                                             |
| اطلاعات کلی                                                              |                                                                             |
| نوع کشتی                                                                 | ناوشکن                                                                      |
| کلاس                                                                     | کلاس سامنر                                                                  |
| کشور سازنده                                                              | ایالات متحده آمریکا                                                         |
| ساخت کارخانه                                                             | کارخانه کشتی‌سازی تاد پاسفیک                                                 |
| ورود به ناوگان                                                           | ۱۹۴۴                                                                        |
| مشخصات                                                                   |                                                                             |
| طول کشتی                                                                 | ۱۱۴ متر                                                                     |
| پهنای بدنه                                                               | ۱۲٫۱۹ متر                                                                   |
| بارگیری استاندارد                                                        | ۲۲۰۰ تن                                                                     |
| نوع موتور                                                                | ۲ موتور توربین بخار، ۲ شفت، ۲ دیگ بخار به قدرت ۶۰ هزار اسب بخار (۴۵ مگاوات) |
| تعداد خدمه                                                               | ۳۳۶ نفر                                                                     |
| سرعت                                                                     | ۳۴ گره (۶۳ کیلومتر در ساعت)                                                 |
| برد عملیاتی                                                              | ۱۲۰۰۰ کیلومتر با سرعت ۱۵ گره                                                |
| جنگ‌افزارها                                                               |                                                                             |
| توپخانه                                                                  | ۶ × توپ ۱۲۷ میلیمتری                                                        |
| توپخانه ضدهوایی                                                          | ۱۲ × توپ ۴۰ م‌م بوفورس ۱۱ توپ ۲۰ م‌م                                          |
| موشک دفاع هوایی                                                          | ریم-۶۶ استاندارد (در ایران)                                                 |
| هواگردهای قابل حمل                                                       | پارکینگ نگهداری بالگرد اس‌اچ-۳ سی کینگ                                       |
| سرنوشت                                                                   |                                                                             |
| تاریخ خروج از خدمت                                                       | ۱۹۷۰ از آمریکا ۱۹۹۴ از ایران                                                |
| تاریخ و محل اوراق شدن                                                    | اوراق در ۱۹۹۸                                                               |

ناوشکن پلنگ یک کشتی جنگی از کلاس ناوشکن‌های آمریکایی کلاس سامنر با نام اصلی یواس‌اس اشتورمز (دی‌دی-۷۸۰) (به انگلیسی: USS Stormes (DD-780)) بود که در سال ۱۹۴۴ ساخته شده و در ژانویهٔ سال بعد به خدمت نیروی دریایی آمریکا درآمد.
در سال ۱۹۷۲ این کشتی به عنوان دومین ناوشکن کلاس سامنر به ایران فروخته شدند. اولین آن‌ها در ایران ناوشکن ببر نام گرفت و برای اشتورمز نام ناوشکن پلنگ انتخاب شد.. این دو کشتی جنگی با عنوان ناوشکن‌های کلاس ببر تا اواسط دهه ۱۹۹۰ در نیروی دریایی ارتش ایران فعال بودند و به این ترتیب یکی از طولانی‌ترین دوره‌های فعالیت را در میان کشتی‌های جنگی رقم زدند.
در مجموع ۵۸ ناوشکن از کلاس سامنر در سال‌های ۱۹۴۳ تا ۴۵ برای نیروی دریایی ایالات متحده ساخته شدند که ۲۹ فروند از آن‌ها پس از خروج خدمت در سال‌های پایانی دههٔ ۱۹۶۰ و اوایل دههٔ ۱۹۷۰ به کشورهای تایوان (۱۲ کشتی)، آرژانتین (۴ کشتی)، برزیل (۵ کشتی)، شیلی، کلمبیا، کره جنوبی، ونزوئلا و ایران هر کدام دو کشتی، و ترکیه و یونان هر کدام یک کشتی، فروخته

## ویژگی‌ها
ناوشکن پلنگ ۱۱۴ متر طول داشت و وزن استاندارد آن ۲۲۰۰ تن بود. نیروی محرکهٔ این کشتی را دو موتور توربین بخار به قدرت ۶۰ هزار اسب بخار تأمین می‌کردند که حداکثر سرعت آن را به ۳۴ گره دریایی (۶۳ کیلومتر بر ساعت) می‌رساند. این کشتی با سوخت کامل قادر بود مسافت ۱۲ هزار کیلومتری را با سرعت ۱۵ گره دریایی بر ساعت (۲۸ کیلومتر) طی کند. خدمهٔ کشتی شامل ۳۳۶ نفر می‌شدند.

## جنگ‌افزارها
جنگ‌افزار اصلی این ناوشکن شش قبضه توپ ۱۲۷ میلی‌متری (۵ اینچی) بود که با ۱۲ توپ ضدهوایی تک‌لول ۴۰ م‌م بوفورس، ۱۱ توپ تک‌لول ۲۰ م‌م حمایت می‌شد. ۱۰ اژدرانداز ۵۳۳ م‌م و شش شلیک‌گر خرج‌های عمقی ضدزیردریایی هم از سلاح‌های دیگر این کشتی جنگی بودند.

## تاریخچهٔ عملیاتی

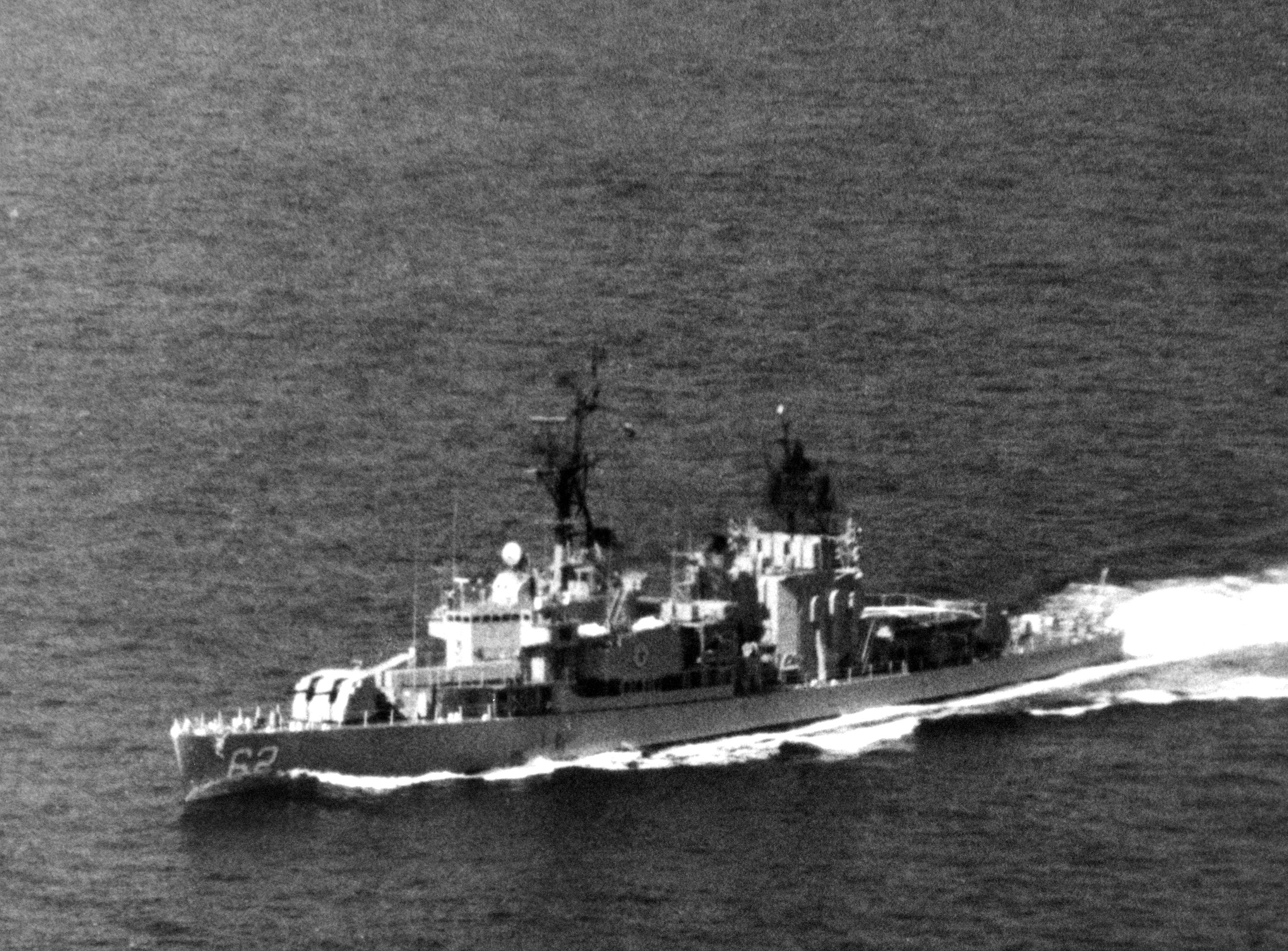
تصویر ناوشکن پلنگ

### در آمریکا
ناوشکن اشتورمز که به یاد فرمانده، مکس کلیفورد اشتورمز نام‌گذاری شده بود در تاریخ ۱۵ فوریهٔ ۱۹۴۴ توسط شرکت کشتی‌سازی تاد در شهر سیاتل ایالت واشینگتن ساخته شده و در تاریخ ۴ نوامبر ۱۹۴۴ تکمیل و در ۲۷ ژانویهٔ ۱۹۴۵ راه‌اندازی شد.
این ناوشکن در جنگ جهانی دوم در جبههٔ اقیانوس آرام با نیروهای ژاپنی جنگید و در مسیر اوکیناوا مورد حملهٔ یک هواپیمای کامی‌کازه ژاپنی قرار گرفت که باعث مرگ ۲۱ نفر از خدمهٔ کشتی شد. این ناوشکن در جنگ کره هم حضور داشت و وظایف اصلی آن در این جنگ، شامل تأمین آتش پشتیبان برای نیروهای سازمان ملل، و حفاظت از کشتی‌های بزرگ‌تر آمریکایی در مقابل حملهٔ احتمالی زیردریاییهای دشمن (که البته هیچگاه اتفاق نیفتاد) می‌شد. این کشتی همچنین در عملیات امداد و نجات یک بمب‌افکن بی-۲۹ که توسط میگ‌های کره شمالی سقوط کرده بود، شرکت کرد و توانست از تعداد یازده نفر خدمه این بمب‌افکن، هفت تن را نجات داده و با خود به آمریکا منتقل کند.
این کشتی در سال ۱۹۵۴ برای بازیابی یک فضاپیمای حامل یک شامپانزه استفاده شد و کپسول حامل این شامپانزه به سلامت توسط این ناوشکن از آب گرفته شد. ناوشکن اشتورمز در سال ۱۹۶۲ به محاصرهٔ کوبا پیوست و تا پایان بحران موشکی کوبا این وظیفه را ادامه داد. این ناوشکن در سال ۱۹۶۳ مورد بازسازی اساسی قرار گرفت و بعدها مأمور گشت‌زنی در آب‌های ساحلی جمهوری دومینیکن شد. آخرین فعالیت جنگی این کشتی جنگی در جنگ ویتنام رقم خورد. در این جنگ، مأموریت اصلی پلنگ، اسکورت ناو هواپیمابر کلاس کیتی هاوک کانستلیشن بود و یک بار هم در یک دورهٔ سه‌روزه برای بمباران سواحل در پشتیبانی از نیروهای پیاده‌نظام به کار گرفته شد.
فعالیت اشتورمز در نیروی دریایی آمریکا در سال ۱۹۷۰ پایان یافت و دو سال بعد از فهرست نیروی دریایی خارج شد. این ناوشکن در همین سال به ایران فروخته شده و با نام ناوشکن پلنگ به خدمت نیروی دریایی این کشور درآمد.

### در ایران
پس از فروش ناوشکن‌های ببر و پلنگ به ایران چهار پرتابگر موشک سطح‌به‌هوای میان‌برد ریم-۶۶ استاندارد با قابلیت دوگانه ضدکشتی هم به این کشتی افزوده شدند و کشتی به سکوی پرواز بالگرد هم مجهز شد.
ناوشکن ببر همراه با هم‌کلاسیش پلنگ نقش مؤثری را در جنگ ظفار ایفا کردند. این ناوشکن‌ها در این جنگ به تأمین آتش حمایتی برای پیاده‌نظام ایران پرداختند. ارتش ایران در این جنگ به کمک دولت عمان برای سرکوب شورشیان مائوئیست این کشور آمده بود. در جنگ ایران و عراق این دو کشتی بیشتر برای اسکورت نفت‌کش‌ها و مأموریت‌های گشت‌زنی و حمایتی استفاده می‌شدند.
پس از انقلاب ۱۳۵۷ نیز از این ناو ها در موزه نیروی دریایی محافظت شد.